# (13258) Bej
Pour les articles homonymes, voir Bej.
(13258) Bej est un astéroïde de la ceinture principale.

## Description
(13258) Bej est un astéroïde de la ceinture principale. Il fut découvert le 17 août 1998 à Socorro (Nouveau-Mexique) par le projet LINEAR. Il présente une orbite caractérisée par un demi-grand axe de 2,37 UA, une excentricité de 0,09 et une inclinaison de 6,0° par rapport à l'écliptique.

## Compléments